# Ed Brinksma
Hendrik (Ed) Brinksma (Den Haag, 16 september 1957) is een Nederlands informaticus en hoogleraar. Hij is sinds 1 september 2020 voorzitter van het College van Bestuur van de Erasmus Universiteit Rotterdam.

## Studie
Ed Brinksma heeft wiskunde gestudeerd aan de Rijksuniversiteit Groningen en deze studie in 1982 met goed gevolg afgesloten. Vervolgens promoveerde hij in 1988 in de informatica, op het onderwerp Language of Temporal Ordering Specification, aan de Universiteit Twente.

## Loopbaan
Brinksma begon in 1991 bij de Universiteit Twente te werken als professor in de formele methoden en was van 1995 tot 1997 bij diezelfde universiteit decaan van de Faculteit Informatica. Hij was verder wetenschappelijk directeur van het Embedded Systems Institute en van 2005 tot 2008 hoogleraar informatica aan de Technische Universiteit Eindhoven. Bij de Universiteit van Aalborg is Brinksma overigens Adjoint Professor geweest.
Vanaf 2009 bekleedde hij het ambt van Rector Magnificus aan de Universiteit Twente en toen hij daar in 2016 mee ophield werd hij benoemd tot Ridder in de Orde van Oranje-Nassau. In het jaar daarna is Ed Brinksma regelmatig voor werkzaamheden langsgeweest bij het Stevens Institute of Technology en de Singapore University of Technology and Design.
Op 25 oktober 2017 werd Brinksma door de academische senaat van de Technische Universiteit Hamburg (TUHH) verkozen tot voorzitter, als opvolger van Garabed Atranikian. Zijn officiële aantreden alhier was op 1 februari 2018. Na de TUHH twee en een half jaar geleid te hebben, gaf Brinksma gehoor aan een verzoek uit Rotterdam en trad aan als voorzitter van het college van bestuur aan de Erasmus Universiteit Rotterdam. Ed Brinksma is ook nog steeds werkzaam als hoogleraar Computer Science (Formal Methods of Embedded Systems) aan de Universiteit Twente.